# Ollie Mitchell
Oliver Edward Mitchell (Los Angeles, 8 april 1927 – Puako, 11 mei 2013) was een Amerikaanse jazz-trompettist, bugelist en bigband-leider. 
Mitchell kreeg les van zijn vader, Harold Mitchell, die hoofd-trompettist van MGM was. Mitchell was tijdens zijn diensttijd actief in de marineband op vliegdekschip U.S.S. Lexington (1945). Na de oorlog speelde hij in de bigbands van Harry James, Buddy Rich, Pérez Prado, Pete Rugolo, Shorty Rogers en Stan Kenton, alsook het orkest van NBC. In de jaren zestig speelde hij in The Wrecking Crew, een groep van studio- en sessiemuzikanten die in die tijd (anoniem) meespeelde op talloze hitplaten van populaire artiesten, van de Beach Boys en de Monkees tot en met Bob Dylan en de Carpenters. Deze groep speelde ook mee op titelmuziek van tv-programma's en films, soundtracks en reclame-jingles. Hij was vanaf 1964 ook lid van Herb Alpert's Tijuana Brass. Mitchell had tevens zijn eigen groepen, de bigband Ollie Mitchell's Sunday Band (vanaf 1978) en, na zijn pensionering op Hawaii, de kleine bigband Olliephonic Horns (vanaf 1995). 
In 2010 publiceerde Mitchell zijn memoires. In de periode voor zijn overlijden was Mitchell gestopt met trompetspelen vanwege oogproblemen (maculadegeneratie) en problemen met zijn handen als gevolg van een auto-ongeluk. Hij overleed aan de gevolgen van kanker.

## Discografie
Als leider:
- In Orbit, Cheese and Olive, 1978
- Blast Off, Pausa Records, 1983

## Memoires
- Lost, But Making Good Time: A View from the Back Row of the Band (2010)

- Bibliothèque nationale de France: cb139401367 (data)
- International Standard Name Identifier: 0000 0004 4711 0266
- MusicBrainz: f350886d-97bc-4794-a1df-f3bfad11782a
- Virtual International Authority File: 27256516